# Джейн Сеймур (акторка)
Джойс Пенелопа Вільгельміна Франкенберг, відома під псевдонімом Джейн Сеймур (англ. Jane Seymour; нар. 15 лютого 1951, Лондон, Велика Британія) — британсько-американська акторка, продюсерка, письменниця. 
Найбільш відома за ролями у фільмах про Джеймса Бонда «Живи та дай померти» (англ. Live And Let Die) 1973 року, «Десь у часі» (англ. Somewhere in Time) 1980 року, «На схід від раю» (англ. East of Eden) 1981 року, «Онассіс: Найбагатша людина в світі» (англ. Onassis: The Richest Man in the World) 1988 року, «Війна і спогад» (англ. War and Remembrance) 1988 року, «Французька революція» (фр. La Revolution francaise) 1989 року, «Непрохані гості» (англ. Wedding Crashers) 2005 року, а також американському телесеріалі «Доктор Куін, жінка-лікар» (англ. Dr. Quinn, Medicine Woman) 1993-1998 року.

## Життєпис
Джейн Сеймур (псевдонім взятий на честь третьої дружини короля Англії Генріха VIII) народилась як Джойс Пенелопа Вільгельміна Франкенберг в боро Гіллінгдон в окрузі Геєс, що є частиною Великого Лондону в родині медичних працівників, британця єврейського походження Джона Франкенберга та голландки Міці ван Трічт (Mieke van Tricht). Значну частину молодості Джейн Сеймур прожила в голландському місті Вюгт, де проживала її бабуся. У ті роки (1955–1965) вона навчилася вільно говорити голландською мовою.
Свою кар'єру Джейн Сеймур розпочала 1969 року епізодичною роллю в фільмі «О! Яка чудова війна», але в титрах вона не вказана. 1971 року вона вступила в шлюб з Майклом Аттенборо, сином режисера її першого фільму Річарда Аттенборо. 1972 року знову знялася в фільмі тестя «Молодий Вінстон».
У 1973 році Джейн Сеймур отримала роль дівчини Бонда в фільмі «Живи та дай померти», також розлучилася з першим чоловіком. За порадами режисерки Рені Валенте Джейн Сеймур працює над своїм акцентом, щоб позбавитись англійського та набути американський, що дозволило їй працювати на американському телебаченні. У 1977 році вона вперше номінована на премію Еммі за малосерійний телесеріал «Капітани та королі». Цього ж року вона одружилася з Жоффреєм Планером.

## Вибрана фільмографія
| Рік       |   | Українська назва                                                 | Оригінальна назва                        | Роль                            |
| --------- | - | ---------------------------------------------------------------- | ---------------------------------------- | ------------------------------- |
| 1972      | ф | Молодий Вінстон                                                  | Young Winston                            | Памела Плоуден                  |
| 1973      | ф | Живи та дай померти                                              | Live And Let Die                         | Солітер                         |
| 1977      | ф | Сіндбад і око тигра                                              | Sindbad And The Eye Of The Tiger         | принцеса Фара                   |
| 1998      | ф | Чарівний меч: У пошуках Камелота                                 | Quest for Camelot                        | Леді Джуліана (голос)           |
| 2004      | с | Закон і порядок: Спеціальний корпус, 5 сезон, 15 епізод «Родини» | Law & Order: Special Victims Unit        | Дебра Коннор                    |
| 2004—2005 | с | Таємниці Смолвіля, 6 епізодів                                    | Smallville                               | Женев'єва Тіг                   |
| 2005      | ф | Непрохані гості                                                  | Wedding Crashers                         | Кетлін Клірі                    |
| 2006      | ф | Пляжна вечірка на порозі Пекла                                   | The Beach Party at the Threshold of Hell | Президент Лорен Коффі           |
| 2006      | с | Як я зустрів вашу маму, 2 сезон, 6 епізод «Олдрін Джастіс»       | How I Met Your Mother                    | Професор Льюїс                  |
| 2007      | ф | Після сексу                                                      | After Sex                                | Джанет                          |
| 2007      | с | Міс Марпл Агати Крісті                                           | Agatha Christie's Marple                 | Рейчел Аргайл                   |
| 2011      | ф | Сімейне дерево                                                   | The Family Tree                          | бабуся Ілен                     |
| 2011      | с | Касл, 3 сезон, 18 епізод «One Life to Lose»                      | Castle                                   | Глорія Чемберс                  |
| 2011      | с | Франклін та Беш, 2 епізоди                                       | Franklin & Bash                          | Колін Беш                       |
| 2014      | с | Вічність, 1 сезон, 8 епізод «Екстаз агонії»                      | Forever                                  | Морін Делакруа                  |
| 2015—2016 | с | Незаймана Джейн, 3 епізоди                                       | Jane the Virgin                          | Аманда Елейн                    |
| 2016      | ф | Нерви на межі                                                    | High Strung                              | викладач сучасних танців Оксана |
| 2016      | с | Містер Гутен і леді, 3 епізоди                                   | Hooten & the Lady                        | леді Ліндо-Паркер               |
| 2017      | ф | Все тільки починається                                           | Just Getting Started                     | Делайла                         |
| 2019—2021 | с | Метод Комінськи                                                  | The Kominsky Method                      | Мейдлін                         |
| 2020      | ф | Війна з дідусем                                                  | The War with Grandpa                     | Діана                           |
| 2024      | ф | Ірландське бажання                                               | Irish Wish                               | Розмарі Келлі                   |